# Rundlet
Mit Rundlet oder Kilderkin wurde ein altes englisches Volumenmaß für Flüssigkeiten wie Wein, Branntwein und Bier bezeichnet.
Es kann mit Fässchen übersetzt werden.
Die Maßkette war 
- 1 Tun = 2 Butts = 3 Punchions = 4  Hogsheads = 6 Tierces = 8 Barrels = 14 Rundlets = 252 Gallons = 504 Portels = 1008 Quarts = 2016 Pints[1]
- 1 Rundlet = 18 Gallons = 18 Pottles = 64 Quarts = 144 Pints

Nach der Imperial-Standard-Gallone maß ein Rundlet Wein, Branntwein oder Porter folgend
- 1 Rundlet = 4121,5 Pariser Kubikzoll = 81 ⅔ Liter (81,78224 Liter)

Das Maß für Ale war kleiner und so definiert
- 1 Rundlet = 3663 5/9 Pariser Kubikzoll = 72 ⅗ Liter

Das alte Rundlet im Weinhandel wich vom gesetzlichen Rundlet ab und war etwas kleiner, bei Bier war es aber größer. 
In Nordamerika war 
- 1 Rundlet = 3438 Pariser Kubikzoll = 68 ⅓ Liter